# Marie Tak van Poortvliet

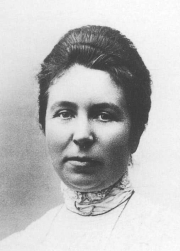
Marie Tak van Poortvliet

Joanna Maria (Marie) Tak van Poortvliet ('s-Gravenhage, 15 februari 1871 − Dornach, 8 juli 1936) was een Nederlands kunstverzamelaar en naamgever van een museum in Domburg.

## Biografie
Tak was een lid van de familie Tak en een dochter van minister Joannes Pieter Roetert Tak van Poortvliet (1839-1904) en Christina Louisa Henrietta Geertruida van Oordt (1850-1897), lid van de familie Van Oordt. Ze bleef ongehuwd.
Over haar jeugd en opleiding is weinig bekend. Zij werd vermogend na het overlijden van haar beide ouders. Sinds 1906 bewoonde zij 's zomers de villa Loverendale in Domburg samen met haar vriendin, de schilderes Jacoba van Heemskerck (1876-1923) voor wie zij daarin een atelier inrichtte en voor wie zij als mecenas optrad. Ook voor andere kunstenaars trad zij op als mecenas, bijvoorbeeld door aankopen van hun werken. Rond 1920 bezat zij rond de 120 kunstwerken. Later verkocht zij daarvan delen aan Nederlandse musea, en legateerde bovendien aan het Gemeentemuseum Den Haag, het Museum Boijmans Van Beuningen en het Stedelijk Museum in Amsterdam.
Zowel Tak als Van Heemskerck waren aanhangers van de antroposofische beweging van Rudolf Steiner van wie zij verschillende werken in het Nederlands vertaalde. Via vriend en medicus Willem Zeylmans van Emmichoven (1893-1961) die mede met haar hulp en die van Steiner de Antroposofische Vereniging in Nederland in 1923 oprichtte, werd zij ook bevriend met Steiner. In 1926 stichtte zij de nog bestaande N.V. Cultuur Mij Loverendalɛ die op biologisch-dynamische wijze landbouw en veeteelt diende te bedrijven.
Tak publiceerde voorts in verschillende tijdschriften, vooral over kunst, muziek en antroposofie. Zij overleed in Dornach, de woonplaats van Steiner.
Het Marie Tak van Poortvliet Museum in Domburg is naar haar vernoemd.

## Vertalingen van Steiner
- Het menschelijk leven beschouwd vanuit het oogpunt der geesteswetenschap (anthroposophie). Utrecht, 1916.
- De taak der geesteswetenschap en haar gebouw te Dornach. Voordracht met voor- en narede. Utrecht, 1916.
- De kern van het sociale vraagstuk in de levensvoorwaarden voor het heden en de toekomst. Utrecht, 1919.